# Inondations de l'Altaï

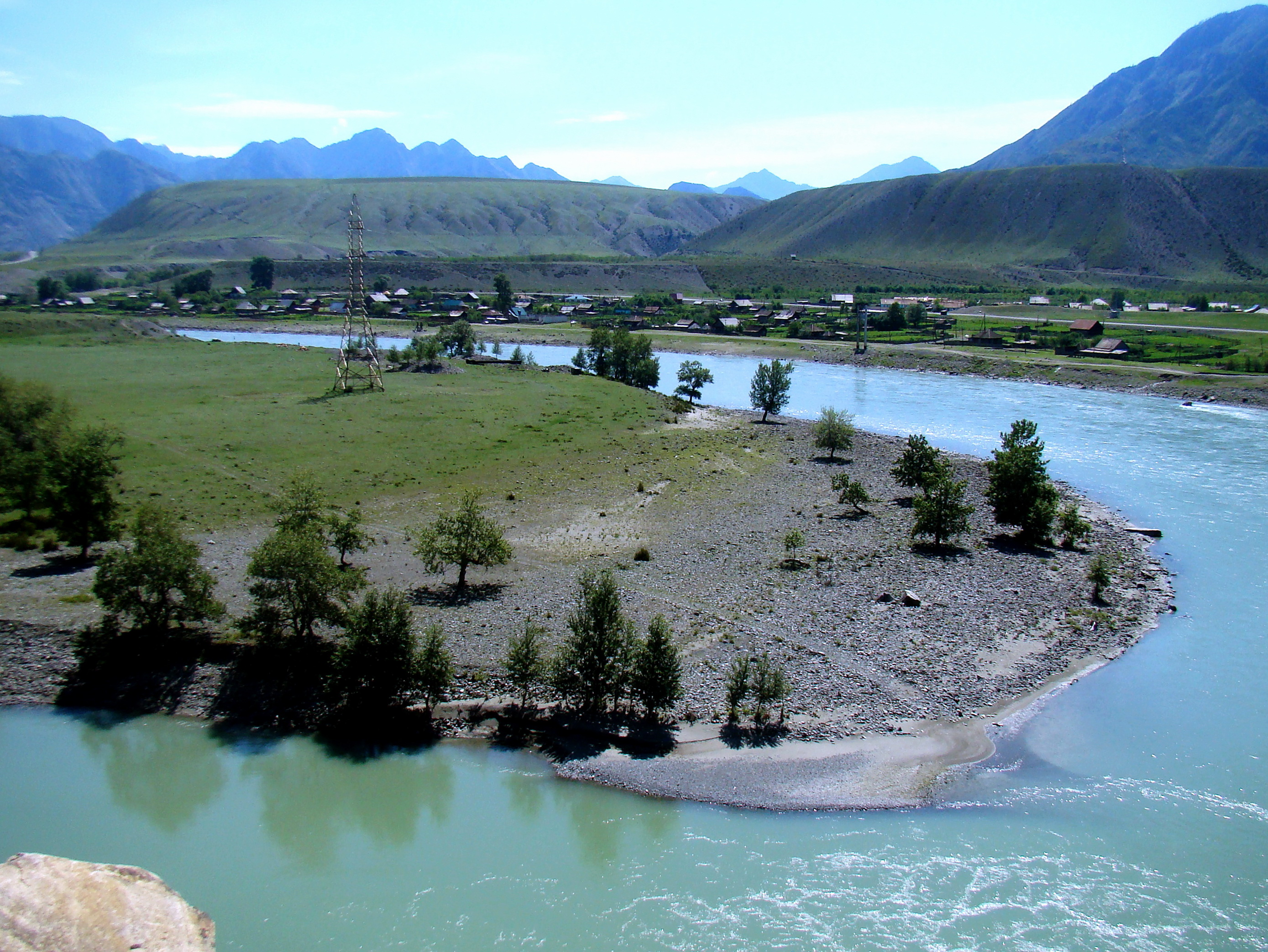
Barres de sédiments dans la vallée du Katoun à Malyy Yaloman.

Les inondations de l'Altai désignent des vidanges brutales de lacs glaciaires qui ont ravagé la vallée du Katoun dans le sud de la Sibérie à la fin de la dernière période glaciaire. Elles résultaient de la rupture périodique et soudaine d'un barrage de glace. Le système de la vallée de la Tchouïa (520 km), un de ses principaux affluents, est le mieux étudié.

## Compréhension actuelle
Lors du dernier retrait des glaces, il y a 12 000 à 15 000 ans, des glaciers descendant des monts de l'Altaï (vallées d'Aktach et de Maashay) ont bloqué le cours de la Tchouïa au niveau du village d'Aktach en formant un grand lac dans les bassins de la Tchouïa et de Kouraï. Au moment de la rupture principale, le barrage de glace devait atteindre les 650 m de hauteur et le lac devait couvrir une surface de 1 500 km2 pour un volume de 600 km3. Il a dû se vider en un seul jour avec un débit maximum de 10 millions de m3/s (plus de 30 fois le débit de l'Amazone en crue).

## Traces
De grands cordons de galets arrondis se sont formés à certains endroits sur le fond de l'ancien lac. Ils peuvent atteindre 18 m de haut avec un espacement de 225 m. Les plus caractéristiques se trouvent à l'est de la rivière Tyetyo dans l'est du bassin de Kouraï.
De grandes barres se sont formées dans la basse vallée de la Tchouïa et dans celle du Katoun, en particulier en dessous du confluent où ils dominent de 300 m le fond de la vallée et atteignent une longueur de 5 km. Leur hauteur approche encore les 60 m à Gorno-Altaïsk, à 300 km en aval. Certains d'entre eux bloquent les basses vallées des affluents du Katoun qu'ils ont partiellement remplies de sédiments et où ils ont provoqué la formation de lacs aujourd'hui disparus.

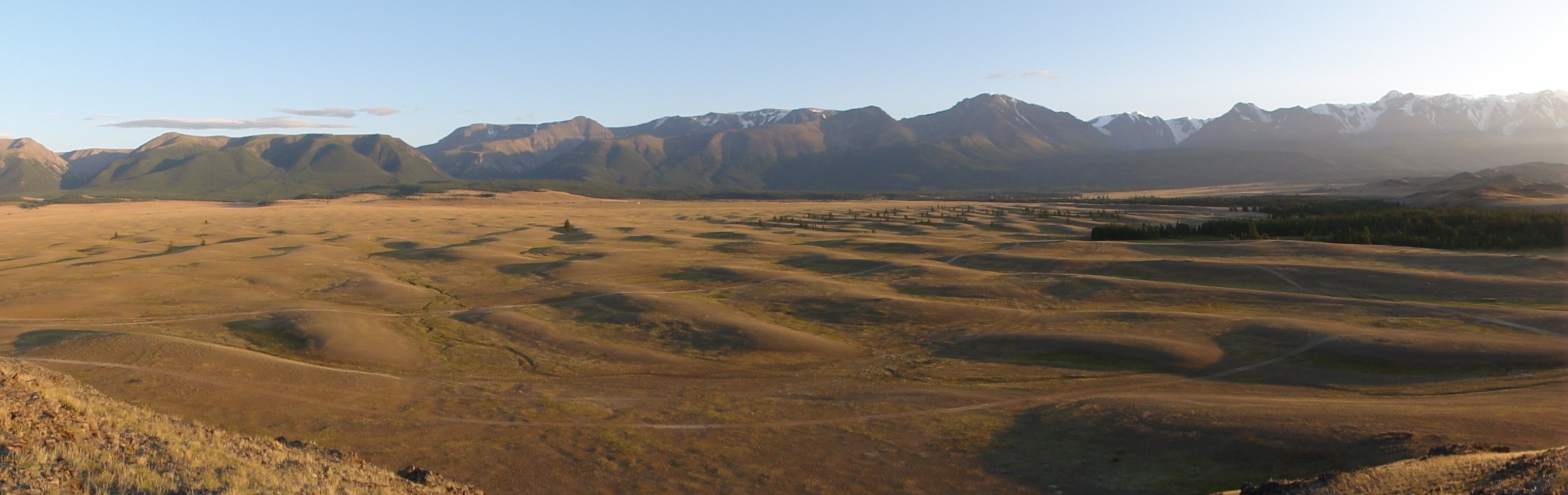
Cordons de galets ou rides de courant géantes du bassin de Kouraï.